# تانگو تانگل
تانگو تانگل (به انگلیسی: Tango Tangles) فیلمی کوتاه و صامت، به کارگردانی مک سنت با بازی چارلی چاپلین و تولید سال ۱۹۱۴ می‌باشد.

## داستان
دو مرد، یک دختر را دوست دارند و بر سر او با هم درگیرند. چارلی هم به جمع آن دو می‌پیوندد.

## بازیگران
- چارلی چاپلین - تلو تلو خور رقصنده
- راسکو آرباکل
- فورد استرلینگ - رهبر گروه موسیقی
- چستر کانکلین - مهمانی در لباس پلیس
- مینتا دارفی - مهمان
- چارلز آوری - مهمانی با کلاه کاهی
- گلن کاوندر - در گروه موسیقی/ مهمانی با کلاه مخروطی
- آلیس دونپورت - مهمانی در لباس مرد
- بیلی گیلبرت - مهمانی در کلاه کابویی
- ویلیام هابر - نوازنده فلوت
- برت هان - مهمان
- جورج جسک - کورنت پلیر/ مهمان با پاپیون
- ادگار کندی - مدیریت سالن رقص
- سیدی لامپ - دختر کلاه چکی
- هنک من - مهمان در لباس
- هری مک‌کوی - نوازنده پیانو
- روب میلر - مهمان تحت فشار
- دیو موریس - برگزارکننده رقص
- اوا نلسون - مهمان با کلاه مخروطی
- فرانک آپرمن - نوازنده تمام عیار کلارینت/ مهمان
- پگی پیرس - مهمان
- ال سنت جان - مهمان در لباس مجرم